# باتايا
باتايا (بالتايلاندية:พัทยา)، و(بالإنجليزية: Phatthaya)‏ هي مدينة في تايلاند، تقع على الساحل الشرقي لخليج تايلاند، على بعد حوالى 165 كم جنوب شرق بانكوك وتقع داخل ولكنها ليست جزء من أمفوي بانج لامانج (بانجلامنج) في مقاطعة تشونبورى.
تعدّ مدينة باتايا منطقة تخضع للحكم الذاتي والتي تغطي جميع أنحاء تامبون نونغ برو (نوجبرو) ونا كليوا (ناكلويا) وأجزاء من هواي ياي ونونغ بلا لاي. وهي تقع في منطقة الصناعات الثقيلة في الساحل الشرقي، مع سي راشا (سري راشا)، ولايم تشابانغ، وتشون بورى (تشونبورى).
تعدّ باتايا أيضاً مركز عاصمة منطقة باتايا - تشونبورى، والمجتمعات الحضرية في مقاطعة تشونبورى.

## نبذة تاريخية
جاء اسم باتايا من مارش فرايا تاك (في وقت لاحق الملك ثاكسين) وجيشه من أوتايا إلى شانثابوري. وحدث ذلك قبل سقوط العاصمة السابقة للغزاة البورمية في عام 1767.
عندما وصل جيشه إلى مقربة إلى مايسمى الآن باتايا، واجه قوات ناي كلوم، الذين حاولوا اعتراضه. وعندما التقى الزعيمان وجها لوجه، كان ناي كلوم يشعر بالهيبة تجاه سلوك معاملة فارايا تاك الكريمة وانضباط جيشه الصارم.

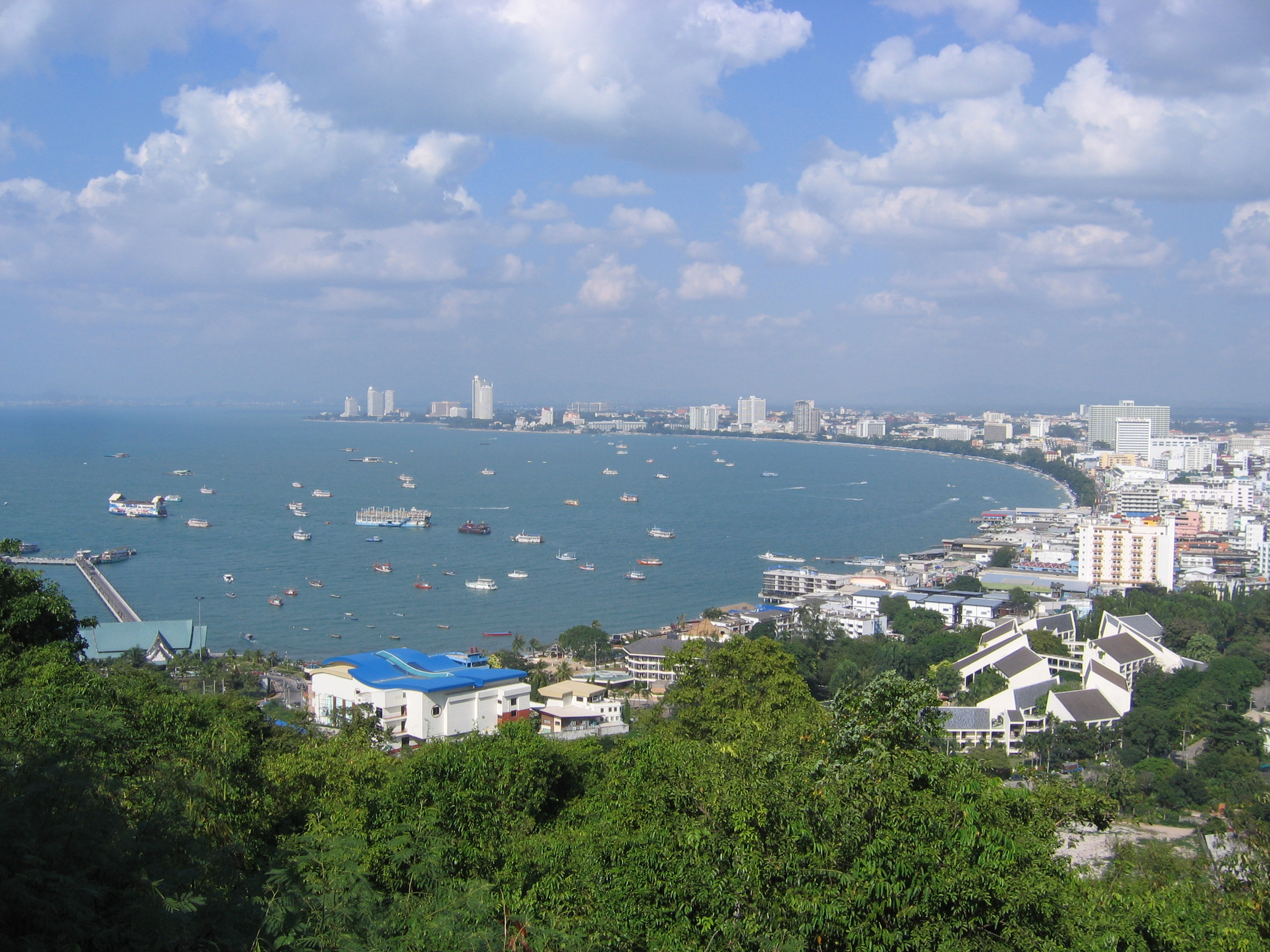
جانب من شاطئ باتايا.

واستسلم بعد ذلك بدون قتال. وسمي المكان الذي تواجه فيها الجيشان مع بعضهم ثاب فارايا، والذي يعني جيش فارايا. وقد تغير هذا الاسم لاحقا إلى فاتايا، والذي من الممكن أن يعني الرياح التي تهب من الجنوب الغربي إلى الشمال الشرقي في بداية الموسم المطر. واليوم تعرف المدينة رسمياً باسم باتايا.
على مر القرون، كانت باتايا قرية صيد صغيرة. ولكن حدث التغيير يوم 26 أبريل عام 1961 عندما وصلت أول مجموعة متكونة من حوالي 100 من الجنود الأمريكيين الذين يقاتلون في حرب فيتنام إلى باتايا للاسترخاء. ومن هذه البداية، أصبحت باتايا منتجع شاطئ مشهور والذي بات يستقطب مئات الآلاف من الزوار. واستبدلت أكواخ الصيادين على طول الشاطئ بفندق ومنتجع ومراكز للتسوق. وهيأت سفن الصيد لتصبح قوارب سياحية.

## الديموغرافيا
سجلت المدينة (موينج) 104.318 نسمة عام 2007. ولكن مثل بانكوك العاصمة، يستثنى هذا الرقم عدد كبير من الناس الذين يعملوا في باتايا ولكنهم لايزالوا مسجلين في بلادهم، والكثير من الزوار الاجانب الذين يقضون فترة طويلة. وعند تضمين النزلاء غير المسجلين، يكون عدد السكان حوالي 300000 في أي وقت معين. وتشير تقديرات أخرى إلى ان العدد يصل إلى 500,000.

## الجغرافيا
تقع باتايا، قبالة خليج تايلاند، بحوالي 145 كيلوا متر جنوب مدينة بانكوك، ومحاطة بمقاطعة بانج لامونج.
تخضع مدينة باتايا للحكم الذاتي والتي تغطي جميع أنحاء تامبون نونغ برو (نونجبرو) ونا كلويا وأجزاء من هواي ياي ونونغ بلا لاي. تغطي بلدة بانج لامونج التي تكون الحدود الشمالية لباتايا أجزاء من تامبون بانج لامونج (بانجلامونج)، ونونج بلا لاي وتاكيهان تيا. تقع باند سالي على الحدود الجنوبية لباتايا.
تشغل «باتايا العظمى» معظم ساحل بانجلامونج (واحد من الـ 11 مقاطعة التي تكون مقاطعة تشونبورى).
وهي تنقسم إلى قسم شمالي أكبر الذي يمد المناطق إلى شرق ناكلوا بيتش (معظم الساحل الشمالى) وشاطيء باتايا (الشاطيء الرئيسي)، بالإضافة إلى بوذا هيل الرأسية (إلى الجنوب مباشرة من باتايا بيتش)، والقسم الأصغر الجنوبي يغطي المنطقة الواقعة إلى الشرق من شاطئ جومتيان (الذي يقع مباشرة إلى الجنوب من بوذا هيل) بما في ذلك دونجتان بيتش.

## الإدارة
خضعت مدينة باتايا تحت نظام حكم ذاتي خاص منذ عام 1978. حيث أن لديها وضع قانوني مقارنة للبلدية وتدار بصورة منفصلة من قبل عمدة مدينة باتايا المسؤول عن صنع السياسات، وتنظيم الخدمات العامة والإشراف على جميع العاملين في ادراة مدينة باتايا.

## المناخ
تتميز باتايا بمناخها الاستوائي مناخ رطب وجاف، والذي ينقسم إلى الفصول التالية: دافئ وجاف (من نوفمبر حتى/ فبراير) الحار والرطب (مارس إلى/ مايو)، وحار والأمطار (يونيو إلى أكتوبر).
| البيانات المناخية لـPattaya               | البيانات المناخية لـPattaya | البيانات المناخية لـPattaya | البيانات المناخية لـPattaya | البيانات المناخية لـPattaya | البيانات المناخية لـPattaya | البيانات المناخية لـPattaya | البيانات المناخية لـPattaya | البيانات المناخية لـPattaya | البيانات المناخية لـPattaya | البيانات المناخية لـPattaya | البيانات المناخية لـPattaya | البيانات المناخية لـPattaya | البيانات المناخية لـPattaya |
| الشهر                                     | يناير                       | فبراير                      | مارس                        | أبريل                       | مايو                        | يونيو                       | يوليو                       | أغسطس                       | سبتمبر                      | أكتوبر                      | نوفمبر                      | ديسمبر                      | المعدل السنوي               |
| ----------------------------------------- | --------------------------- | --------------------------- | --------------------------- | --------------------------- | --------------------------- | --------------------------- | --------------------------- | --------------------------- | --------------------------- | --------------------------- | --------------------------- | --------------------------- | --------------------------- |
| متوسط درجة الحرارة الكبرى °م              | 30.7                        | 31.0                        | 31.8                        | 32.9                        | 32.4                        | 31.6                        | 31.3                        | 31.1                        | 31.0                        | 30.6                        | 30.4                        | 29.9                        | 31.2                        |
| متوسط درجة الحرارة الصغرى °م              | 23.0                        | 24.3                        | 25.4                        | 26.4                        | 26.5                        | 26.5                        | 26.0                        | 26.0                        | 25.1                        | 24.2                        | 23.4                        | 22.2                        | 24.9                        |
| الهطول مم                                 | 13.7                        | 12.0                        | 52.5                        | 61.6                        | 154.6                       | 149.9                       | 87.0                        | 98.6                        | 217.1                       | 242.6                       | 82.8                        | 6.4                         | 1٬178٫8                     |
| متوسط درجة الحرارة الكبرى °ف              | 87.3                        | 87.8                        | 89.2                        | 91.2                        | 90.3                        | 88.9                        | 88.3                        | 88.0                        | 87.8                        | 87.1                        | 86.7                        | 85.8                        | 88.2                        |
| متوسط درجة الحرارة الصغرى °ف              | 73.4                        | 75.7                        | 77.7                        | 79.5                        | 79.7                        | 79.7                        | 78.8                        | 78.8                        | 77.2                        | 75.6                        | 74.1                        | 72.0                        | 76.9                        |
| الهطول إنش                                | 0.54                        | 0.47                        | 2.07                        | 2.43                        | 6.09                        | 5.90                        | 3.43                        | 3.88                        | 8.55                        | 9.55                        | 3.26                        | 0.25                        | 46.42                       |
| المصدر: World Weather Information Service |                             |                             |                             |                             |                             |                             |                             |                             |                             |                             |                             |                             |                             |

## الشواطئ والجزر

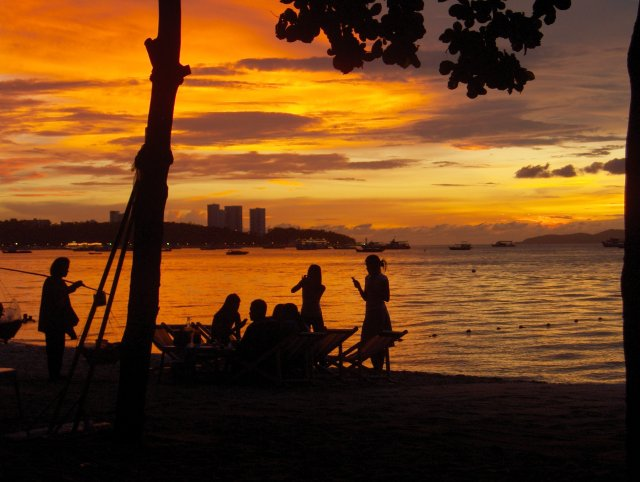
غروب الشمس على شاطيء باتايا

ينقسم الجرف الرئيسي لمنطقة الخليج إلى شاطئين رئيسيين. وتعدّ باتايا بيتش موازية لوسط المدينة، وهو المقصد الرئيسي لمحبي السباحة والمتسكعون مع قسم من وسط الطريق (باتايا كلانغ) جنوبا إلى الميناء مكوناً جزءا من جوهر المدينة والمطاعم، واستئجار الدراجات النارية، وعناصر الجذب الليلية. 
ينقسم جومتين بيتش (بالتايلندية: หาดจอมเทียน)‏ في الجزء الجنوبي من منطقة الخليج من شاطئ باتايا بواسطة promontry من براتومناك هيل، الواقعة إلى الجنوب من المدينة، وهي تعدّ منطقة سكنية بشكل رئيسي مع التطورات الفاخرة، والفنادق المطلة على البحر والمجمعات المتكونة من طابق واحد، والشقق والمطاعم. كما يوفر الاستمتاع بأنشطة الرياضات المائية مثل التزلج على الماء، والبرسيلينغ واستئجار مركب شراعي صغير. يعدّ البرج المكون من 91 طابق أوشن وان ("O1") البالغ ارتفاعه 367 متر، أطول البنايات في تايلاند وواحد من أطول المباني السكنية في العالم. ويعدّ حي جومتيان هو موقع واحد من أكبر المنتجعات في آسيا، 4000 + غرفة سفير مدينة جومتيان. [بحاجة لمصدر]
تشمل الجزر المقابلة للشاطيء كل من، مو كو لارن (หมู่เกาะล้าน)، و«الجزر القريبة»، وكو لارن (الجزيرة الرئيسية)، وكو ساك وكو كروك الواقعة على بعد 7.5 كم من السواحل الغربية لباتايا كو لارن(بالتايلندية: เกาะล้าน)‏، أو «جزيرة المرجان»، ومو كو فاي (หมู่เกาะไผ่)، و«الجزر البعيدة»، وكو فاي (الجزيرة الرئيسية)، وكو مان ويتشي، وكو هو جين تشانغ وكو كلونج بادان، الواقعة قبالة الشاطيء على الساحل الغربي «للجزر القريبة»، وكو رن، الواقعة قبالة الساحل إلى الجنوب الغربي، جنوب كو مو فاي. يمكن الوصول إلى معظم الجزر في المجموعة بالقارب السريع في أقل من 15 دقيقة وبواسطة العبارة مع حوالي 45 دقيقة. تستخدم أسماء «الجزر القريبة»، و«الجزر البعيدة» و«جزيرة المرجان» للأغراض السياحية فقط وهي لا تتطابق مع أي من أسماء مجموعات الجزر كما أنها لا تظهر على الخرائط البحرية التي نشرتها دائرة الهيدروغرافية التايلاندية الملكية البحرية تحتوي كثير من الجزر على الشواطئ السياحية وتوفر ممارسة رياضة الغوص تحت الماء.

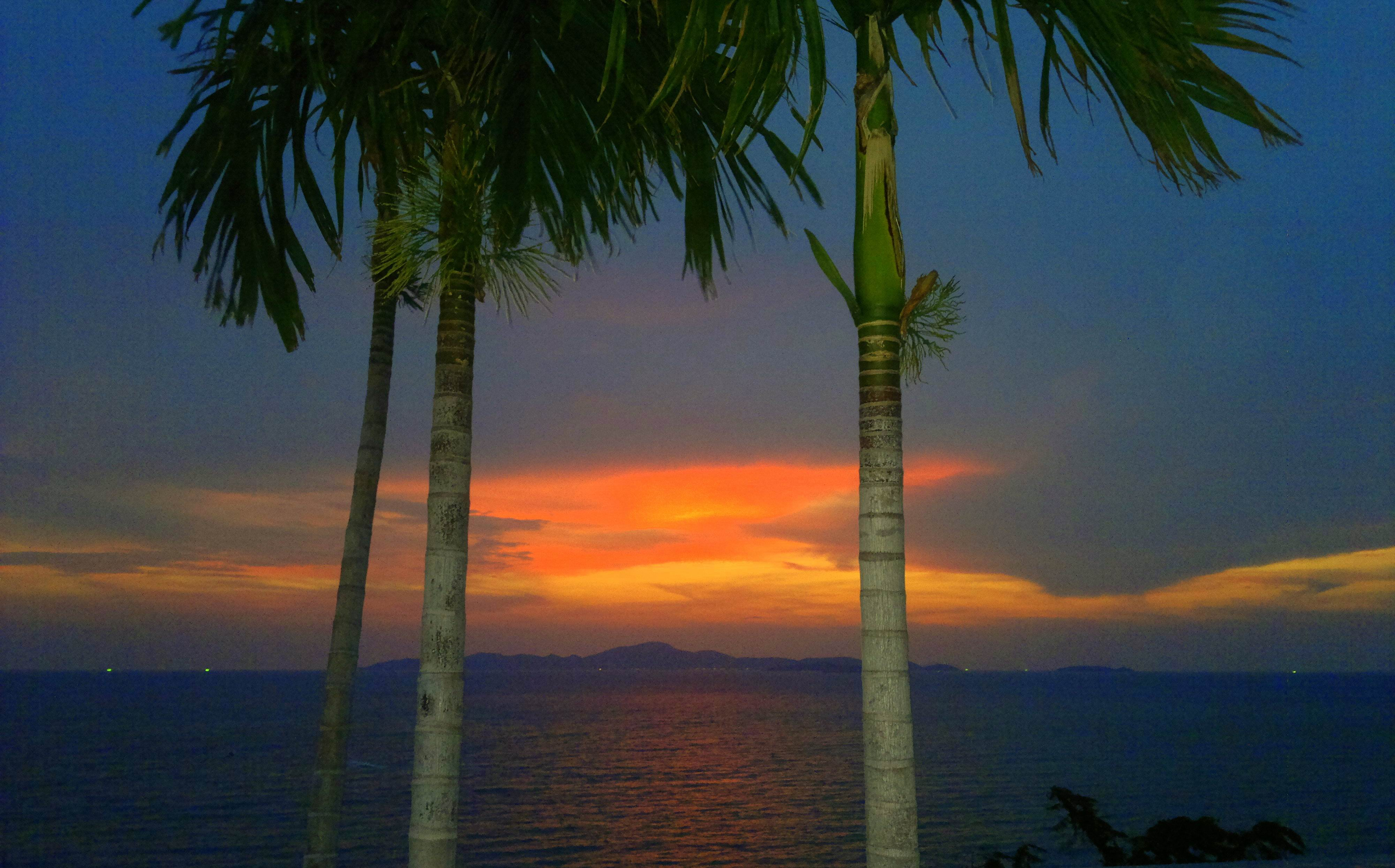
تايلاند - باتايا - الغروب

## النقل
الطريق
1. من الطريق السريع (رقم 7) بانكوك - تشونبورى - باتايا يكون الطريق السريع مرتبط بالطريق الدائرى الخارجى لبانكوك، (الطريق السريع رقم 9) وهناك أيضا مدخل آخر في سي ناخاران ومفرق راما IX.
2. من الطريق السريع (رقم. 34) لبانج نا - ترات من بانج نا، بانغ فلي، عبر نهر بانج باكونج تشونبورى هناك طريق جانبي لتشونبورى الذي يلتقي مع طريق سوخومفيت، (الطريق السريع رقم (3)، يمر بانج ساين بيتش، بانج فرا إلى باتايا.

طرق المدينة
- طريق باتايا 1 («طريق الشاطيء»): يمتد هذا الشارع بموازاة الشاطئ
- طريق باتايا 2: يمتد هذا الشارع حوالي 400 متر مواز لشارع باتايا 1.
- طريق باتايا 3: هذا هو طريق باتايا الدائري الخارجي الذي يربط شمال وجنوب ووسط باتايا.
- طريق طبرايا: يربط هذا الشارع باتايا 2 إلى طريق جومتيان.
- طريق ثيبراسيت: يربط هذا الشارع طريق طبرايا إلى طريق سوخومفيت.

السكك الحديدية
خدمة يومية تعمل بين باتايا ومحطة هولومفونج في بانكوك.
الحافلة
عادة مايكون التنقل بين المدن من خلال واحد من اثنين من محطات الحافلات، واحدة لبانكوك وواحدة للجهات أخرى. تثخدم باتايا بخدمات الحافلات المتاحة من محطة حافلات بانكوك الشمالية (مورشيت) ومحطة الحافلات الشرقية (ايخاماي). تخدم الحافلات من باتايا بالقرب من مدن المحافظات وتخدم الطرق المباشرة طويلة المسافة العديد من عواصم المقاطعات.

تقوم Songthaew (مركبات نقل ركاب عامة)بتقديم خدمات المدينة والضواحي أساسا، والاسم الشائع له هو «حافلات بات» أو «تاكسيات». بدأت خدمة لحافلات العامة في عام 2006.
سيارات الأجرة
بدأت خدمة سيارات الأجرة في أواخر عام 2007، كما بدأ تشغيل شاحنات نقل الركاب المكيفة على غرار الولايات المتحدة من أجل التأجير الخاص من العديد من جراجات سيارات الفنادق. وعامة تستخدم الدراجة النارية في المدينة والضواحي، وتستخدم أساسا من قبل السكان المحليين للمسافات القصيرة.
الطيران
تبعد باتايا حوالي 1 ساعة ونصف، أو 120 كلم برا من مطار سوفارنابومي الدولي، مركز بانكوك الدولي. من جانب الطريق، يمكن الوصول إليها من طريق سوخومفيت والطريق السريع 7 من بانكوك. يمكن أيضا الوصول إلى باتايا من خلال مطار يو تاباو الدولي الذي يبعد 45 دقيقة بالسيارة عن مركز المدينة.

## الوجهات السياحية

### الجذب السياحي
منذ أن كانت بلدة صيد الأسماك، ازدهرت باتايا لأول مرة باعتبارها مقصد آر أند آر خلال حرب فيتنام، وتطورت لتصبح وجهة الأسرة لقضاء للاستمتاع بالشواطيء. تقول هيئة السياحة في تايلاند أن عدد الزائرين كان 5.338.000 زائر لعام 2005 (بزيادة 6.5 ٪ عن عام 2004)، حيث كانت النسبة ثلثين من الخارج. بلغت [بحاجة لمصدر] السياحة الخارجية إلى تايلاند ككل في عام 2005 11.5 مليون زائر.
وتشمل الأنشطة لعب الغولف (21 ملاعب للغولف في غضون 1 ساعة من باتايا،) وسباقات جو- كارت، وزيارة الحدائق المختلفة وحدائق الحيوان مثل قرية الفيل، التي كان يتم فيها المظاهرات في أساليب التدريب واحياء للاحتفالات القديمة يومياً. وتتميز حديقة حيوان سري رشا تايجر بوجود النمور والتماسيح، وغيرها من الحيوانات في عروضها اليومية. تقدم غواصة فيمانتالي للسياحة رحلات تحت الماء لرؤية المرجان والحياة البحرية فقط بعد بضعة كيلومترات قبالة الشاطيء. وتعدّ حديقة نونغ نوش الاستوائية التي تبعد حوالي 15 كيلومترا إلى الجنوب من باتايا هي 500-أكر (2.0 كـم2) موقع الحدائق النباتية، ومشتل لنبات السحلبية التي يقدم فيها العروض الثقافية مع وجود الشمبانزي المدرب والأفيال.
تشمل عوامل الجذب السياحي الأخرى في باتايا، حديقة مليون سنة حجر بارك، ومزرعة باتايا للتماسيح، وحديقة شاطئ منتجع باتايا حديقة الألعاب المائية، وحديقة ملاهي فاني لاند، ومزرعة سيربورن أوركيد، وعالم ماتحت الماء باتايا (من الطراز العالمي للماء)، ومسرح ثاي ألانجاكارم (عروض ثقافية)، ومتحف بوتل آرت، ومتحف صدق أو لاتصدق ريبل، وعالم ماتحت الماء (อันเดอร์วอเตอร์ เวิลด์)، وحوض للماء، حيث توجد مجموعة من الأنواع البحرية في خليج تايلند بما فيها أسماك القرش والراي اللساع.
خاو فرا تام ناك أو خاو فرا بات (เขาพระตำหนักหรือเขาพระบาท) هي تلة صغيرة تقع بين جنوب باتايا وشاطيء جومتيان الذي يوفر رؤية بانورامية لمدينة باتايا وخليج الهلال. تعلو التلة وات خاو فرا بات، وهو معبد، والنصب التذكاري لـ Kromluang Chomphonkhetudomsak، المعروف عنه بأنه «الأب المؤسس للبحرية التايلاندية الحديثة.» وهناك أيضاً محراب الحقيقة (ปราสาทสัจธรรม) وهو هيكل خشبي كبير شيد في عام 1981 في البحر في اييم راتشويت، والذي جاء من رؤية أن حضارة الإنسان تحققت وانتعشت عن طريق الحقيقة الدينية والفلسفية.
ميني سيام (เมืองจำลองพัทยา) هي نموذج مصغر للقرية التي تحتفل بتراث تايلاند مع نسخ من أشهر الآثار والمواقع التاريخية بما في ذلك معبد الاميرالد بوذا، والنصب التذكاري للديمقراطية، والجسر فوق نهر كواي، وبراسات هين فيماي. يتم عرض نماذج من جسر برج لندن، وبرج إيفل، وتمثال الحرية ونافورة تريفي أيضاً القسم المسمى «عالم مصغر». Wat Yanasangwararam Woramahawihan (วัดญาณสังวรารามวรมหาวิหาร) هو أحد المعابد التي شيدت في عام 1976 لـ سومديت فرا ياناسانجون، البطريرك الأعلى الحالي، وتم دعمه في وقت لاحق من جلالة الملك. يوجد داخل مجمع المعبد نسخة طبق الأصل من بصمة قدم بوذا، وتشيدي كبيرة تحتوي على قطع اثرية من بوذا.

### الأنشطة
بونغي جامب
يتوفر قفز البونجي في جومتيان بيتش.
تحلق الترفيه
تتاح الرياضة والترفيه ودروس الطيران.
ركوب الخيل
هناك العديد من التسهيلات التي توفر التدريب على ركوب الخيل والقفز عبر البلاد والبولو.
رياضة سباق السيارات
هناك مرافق توفر حلقة للسباق مع ممرات منفصلة للمحترفين والهواة.
اللياقة البدنية والرياضة
تسلق المنحدر الاصطناعي، والملاكمة، واليوغا، والاسكواش، وملاعب التنس، وغيرها، وتتوفر في عدة مواقع.
المنتجع
يتوفر أنواع كثيرة من التدليك بما في ذلك التدليك التايلاندية، تدليك القدم، والتدليك بالزيوت والمساج العلاجي.
الغطس
يعدّ حطام هارديب (الذي غرق من قبل الحلفاء في الحرب العالمية الثانية). مقصدا شعبيا في باتايا للغوص. يقع الحطام على الجانب الأيمن في أقصى عمق 26 مترا. تشمل وجهات الغوص الأخرى بالقرب من باتايا جزر كو رين، وكو لان، وكو مان ويتشي، وكو هو تشانج، وكو كروك، وكو ساك، وحطام HTMS Khram وHTMS Kut.
التخصصات الغذائية
تشمل التخصصات المحلية في الطهي خط الطول تشاينج لون، وهو قالب يدوي، والكعك الصغير من جوز الهند المشوي على الفحم على عصا، وهو تشو، وهو طعام شهي صيني، وهو الطبق الشهير الذي يستخدم فيه نوع خاص من سرطان البحر كمكون رئيسي، وخو لام، يعمل بطريقة خاصة من الأرز اللاصق، والسكر وكريك جوز الهند المطبوخ في أنابيب من البامبو محضرة خصيصاً. تمتلك تشونبورى وفرة من المأكولات البحرية الطازجة والفواكه المجففة. ونظرا لوجود عدد كبير من النزلاء من (ايسان)، يتم توفير الأطباق الشمال شرقية مثل سلطة البابايا المتبلة (سومتوم) وسلطة صور لحم الخنزير المتبلة (لارب).

### الحياة الليلية
تحتوي المدينة وضواحيها على عدد كبير جدا من الحانات والنوادي الليلية، وبعض نوادي الديسكو كما تدير العديد من الفنادق الكبرى المطاعم وصالات الكوكتيل والنوادي الليلية ونوادي العشاء التي تقدم الطعام والشراب والموسيقى والترفيه الدولي. يعدّ شارع المشي منطقة للمشاة تقع في الجنوب من الشاطئ وهي مركز للحياة الليلية. يمكن رؤية مباريات }موي ثاي (الملاكمة التايلاندية) التي تستهدف {0السياح في العديد من مجمعات البيرة المفتوحة الهواء.

### الأحداث والمهرجانات
يختلف مهرجان باتايا سونجكران الذي يحدث كل سنة في منتصف أبريل عن باقي تايلاند في جوانب عدة. تشتمل الأحداث على مسابقات ملكات الجمال والعروض الموسيقية والعروض الثقافية والألعاب النارية ومسابقات الرياضات المائية.

يقام مهرجان باتايا الدولي للموسيقى سنويا في شهر مارس. في مراحل مختلفة، تقدم عربة موسيقية أنماط عديدة من الموسيقى التي يؤديها فنانين تايلانديين وعالميين.

### الفنون الإبداعية
تزيد الفنون الإبداعية الغربية بالتزامن مع ارتفاع عدد النزلاءالمغتربين. هناك العديد من المعارض الفنية، ولاعبين باتايا، وهم فرقة من الهواة المسرحيين أنشئت في يناير 2008 وهي تقدم مجموعة متنوعة من العروض المسرحية.

## الملكية
تعدّ باتايا مساحة واسعة لتنمية الممتلكات، مثل الفنادق والشقق والمجمعات السكنية. مدفوعا بشعبيتها كوجهة لقضاء العطلات، وموقعا للمغتربين الأجانب. كما أدى الارتفاع المطرد في أسعار الأراضي والمباني إلى الاستثمار والمضاربة للمساهمة في تحقيق النمو الاقتصادي للمدينة.

## الرعاية الصحية
تشمل المستشفيات الكبيرة في المنطقة مستشفى بانكوك باتايا، ومستشفى باتايا الدولي، ومستشفى بانج لامونج، ومستشفى باتايا ميموريال. تلقى كثير من السياح الاجانب الرعاية الطبية ورعاية الأسنان في باتايا، على الرغم من أن بانكوك أبعد عن الشهرة باعتبارها وجهة طبية للسياحة.

## السكان
ينحدر معظم المسجلين رسميا في باتايا من أصلول صينية تايلاندية. ومع ذلك، ونظرا لصناعة السياحة، جاء الكثير من الناس من الشمال الشرقي (المعروف باسم ايسان، وهي المنطقة الأكثر فقرا في تايلند) للعمل في باتايا90989.

## وسائل الإعلام والاتصالات
تصدر العديد من الصحف المحلية والمجلات بلغات متعددة وتكون إما يومية أو أسبوعية أو شهرية، وخاصة باللغة الإنجليزية والألمانية. وتشمل الصحف الإنكليزية على بريد باتايا، باتايا اليوم، وباتايا تايمز. يوفر كابل التلفزيون العديد من البرامج الأجنبية، وكذلك الأخبار المحلية من باتايا باللغة الإنجليزية. يقدم دليل تايلاند سرفايفر نسخة باتايا الرسمي معلومات أكثر ويحتوي على دليل لأكثر من 16,000 شركة في باتايا. وتعدّ كل خدمات الخطوط الأرضية والهواتف، هاتف يعمل بالأقمار الصناعية، ونظم الهاتف المحمول، والوصول إلى شبكة الانترنت (عن طريق ADSL)، ومكتب البريد والخدمات الجزيئية متاحة في المدينة.

## الروابط الخارجية
- باتايا الموقع الرسمي
- ويكي الرسمية لباتايا
- باتايا سيتي هول (التايلندية فقط)
- MapJack (بانوراما على مستوى الشارع، من خلال المشي)
- باتايا على مشروع الدليل المفتوح